# 小行星1416
小行星1416（1416 Renauxa）是一颗围绕太阳公转的小行星。1937年3月4日，路易·博耶在阿尔及尔发现了此天体。
該小行星以法國天文學家P·雷諾（P. Renaux）命名。
这颗小行星的绝对星等为65.20993333160487等。